# Le Journal d'Alger
Le Journal d’Alger est le titre de deux quotidiens francophones publié à Alger entre 1946 et 1949 et entre 1946 et 1962.

## Histoire
Le journal La Solidarité est créé à Alger en 1874, il paraît du mardi au dimanche. 2 032 numéros furent publiés jusqu'au  13-14 juillet 1885. Le 16 juillet 1885, il devient La Dépêche algérienne,. En juin 1887, il absorbe Le Petit Algérois,. 21 941 numéros paraissent jusqu'au 22 octobre 1946. Il devient Le Journal d'Alger dont le premier numéro paraît le 21 novembre 1946,, 986 numéros suivent jusqu'au 5 août 1949.
En 1949, le journal est racheté par Georges Blachette. À partir du 12 mai 1949, après scission entre le comité de rédaction et le directeur de la publication, Louis Cardona, celui-ci publie, sous le même titre, un journal concurrent qui paraît jusqu'en 1962,,. En 1950, Edmond Brua en devient le rédacteur en chef et il le reste jusqu'en 1962, où il prend sa retraite,. Le journal soutient le général de Gaulle après le 13 mai 1958. Le 21 mars 1962, il publie en pages 5, 6 et 7, le texte intégral des accords d'Évian, annoncé à la une. Le 17 avril 1962, l’Organisation armée secrète fait sauter au plastic son local. Il cesse définitivement de paraître le 1er juillet 1962.